# 21. siječnja
21. siječnja (21. 1.) 21. je dan godine po gregorijanskom kalendaru.
Do kraja godine imaju još 344 dana (345 u prijestupnoj godini).

## Događaji
- 1699. – Sklopljen je mir u Srijemskim Karlovcima.
- 1793. – Giljotiniranjem je pogubljen Luj XVI., kralj Francuske, nakon što ga je dva dana ranije francuski parlament proglasio krivim za izdaju.
- 1840. – Hrvatski ban Franjo Vlašić, nakon što su Mađari u Požunskom saboru donijeli zaključak o uvođenju mađarskog jezika u javni život Hrvatske, predstavkom je privolio cara i kralja Ferdinanda da ne potvrdi taj zaključak.
- 1899. – Tvrtka Opel je započela s proizvodnjom automobila.
- 1976. – Istovremeno su iz Pariza i Londona poletjela dva Konkorda na prvi komercijalni let.

| - 1561. – Francis Bacon, engleski filozof († 1626.) - 1889. – Pitirim Sorokin, rusko-američki sociolog († 1968.) - 1918. – Antonio Janigro, talijanski violončelist († 1989.) - 1922. – Telly Savalas, američki glumac († 1994.) - 1924. – Benny Hill, britanski glumac († 1992.) - 1937. – Elvira Petrozzi, talijanska redovnica († 2023.) - 1956. – Geena Davis, američka glumica - 1970. – Alen Bokšić, hrvatski nogometaš - 1979. – Angelco Panov, makedonski nogometaš - 1981. – Ivan Ergić, srpski nogometaš - 2005. – IShowSpeed, američki YouTuber i reper | - 1737. – Ignjat Đurđević, hrvatski barokni pjesnik i prevoditelj, čije su najprepozntljivije djelo „Uzdasi Mandalijene pokornice“ (* 1675.) - 1774. – Mustafa III., turski sultan (* 1717.) - 1793. – Luj XVI., francuski kralj (* 1754.) - 1870. – Aleksandr Ivanovič Hercen, ruski književnik i političar (* 1812. - 1924. – Vladimir Iljič Lenjin, ruski revolucionar (* 1870.) - 1926. – Camillo Golgi, talijanski znanstvenik (* 1843.) - 1959. – Cecil B. DeMille, američki redatelj i producent (* 1881.) - 1959. – Alfie Lambe, irski katolički aktivist (* 1932.) - 1950. – George Orwell, engleski književnik i novinar (* 1903.) - 2006. – Ibrahim Rugova, kosovski albanski političar (* 1944.) - 2015. – Kemal Monteno, bosanskohercegovački glazbenik (* 1948.) - 2019. – Emiliano Sala, argentinski nogometaš (* 1990.) |

## Blagdani i spomendani
- Dan socijalnog partnerstva u Hrvatskoj

## Imendani
- Agneza
- Janja
- Neža